# Drentse 8 van Dwingeloo 2011
La 5e édition du Drentse 8 van Dwingeloo  a lieu le 14 avril 2011. La course fait partie du calendrier international féminin UCI 2011 en catégorie 1.1. Elle est remportée par la Néerlandaise Marianne Vos.

## Classements

### Classement final
| \| Classement général \| Classement général \| Classement général \| Classement général \| Classement général \| \| Coureur \| Coureur \| Pays \| Équipe \| Temps \| \| ------------------ \| ------------------ \| ------------------ \| ------------------------------- \| ------------------ \| \| 1re \| Marianne Vos \| Pays-Bas \| Nederland Bloeit \| 3 h 21 min 30 s \| \| 2e \| Shelley Olds \| États-Unis \| Diadora-Pasta Zara \| + 0 s \| \| 3e \| Emma Johansson \| Suède \| Hitec Products-UCK \| + 0 s \| \| 4e \| Martine Bras \| Pays-Bas \| Dolmans Landscaping \| + 0 s \| \| 5e \| Liesbet De Vocht \| Belgique \| Topsport Vlaanderen 2012-Ridley \| + 0 s \| \| 6e \| Giorgia Bronzini \| Italie \| Colavita Forno d'Asolo \| + 0 s \| \| 7e \| Monia Baccaille \| Italie \| MCipollini-Giordana \| + 0 s \| \| 8e \| Belinda Goss \| Australie \| Australie \| + 0 s \| \| 9e \| Rochelle Gilmore \| Australie \| Lotto Honda \| + 0 s \| \| 10e \| Isabelle Söderberg \| Suède \| Alriksson-Go:Green \| + 0 s \| |                    |            |                                 |                 |
| |                    |            |                                 |                 |
| Source : Cycling Quotient |                    |            |                                 |                 |
| Classement général |                    |            |                                 |                 |
| Coureur | Coureur            | Pays       | Équipe                          | Temps           |
| 1re | Marianne Vos       | Pays-Bas   | Nederland Bloeit                | 3 h 21 min 30 s |
| 2e | Shelley Olds       | États-Unis | Diadora-Pasta Zara              | + 0 s           |
| 3e | Emma Johansson     | Suède      | Hitec Products-UCK              | + 0 s           |
| 4e | Martine Bras       | Pays-Bas   | Dolmans Landscaping             | + 0 s           |
| 5e | Liesbet De Vocht   | Belgique   | Topsport Vlaanderen 2012-Ridley | + 0 s           |
| 6e | Giorgia Bronzini   | Italie     | Colavita Forno d'Asolo          | + 0 s           |
| 7e | Monia Baccaille    | Italie     | MCipollini-Giordana             | + 0 s           |
| 8e | Belinda Goss       | Australie  | Australie                       | + 0 s           |
| 9e | Rochelle Gilmore   | Australie  | Lotto Honda                     | + 0 s           |
| 10e | Isabelle Söderberg | Suède      | Alriksson-Go:Green              | + 0 s           |

### Points UCI
| Position           | 1er | 2e | 3e | 4e | 5e | 6e | 7e | 8e | 9e | 10e | 11e | 12e |
| Classement général | 80  | 56 | 32 | 24 | 20 | 16 | 12 | 8  | 7  | 6   | 5   | 3   |